# Universidade de Delaware
A Universidade de Delaware (popularmente conhecida como UD, UDel ou Delaware) é uma universidade pública de investigação localizada em Newark, Delaware. A UD é a maior universidade de Delaware. A universidade oferece três programas associados, 148 programas de bacharelato, 121 programas de mestrado (com 13 graus conjuntos), e 55 programas de doutorado em suas oito faculdades. O campus principal é em Newark, com campus satélites em Dover, na área de Wilmington, Lewes, e Georgetown. É considerada uma instituição de grande dimensão, com cerca de 18 200 licenciados e 4 200 graduados. É uma universidade de governo privado apoiada pelo Estado, que recebe financiamento público para ter uma bolsa espacial, ser uma instituição de investigação sesmaria e sea-grant.
A UD é classificada entre "R1: Universidades de Doutoramento  de investigação muito elevada". De acordo com a Fundação Nacional da Ciência, a UD gastou US$186 milhões em pesquisa e desenvolvimento em 2018, classificando-o como 119º na nação. É reconhecido com a classificação Comunitária de engajamento pela Fundação Carnegie para o avanço do Ensino.
A UD é uma das quatro escolas da América do Norte com uma licenciatura em conservação e restauro. Em 1923, foi a primeira universidade americana a oferecer um programa de estudos no exterior.
A UD traça as suas origens a uma "escola livre", fundada em Nueva Londres, Pensilvânia em 1743. A escola mudou-se para Newark, Delaware em 1765, tornando-se a Academia de Newark. Os administradores da Academia garantiram uma carta para o Newark College em 1833 e a Academia tornou-se parte do colégio, que mudou o seu nome para Delaware College em 1843. Apesar de não ser considerado um dos colégios coloniais porque não era uma instituição de ensino superior fretada durante a era colonial, a sua classe original de dez estudantes incluiu George Read, Thomas McKean, e James Smith, os três dos quais passaram a assinar o Declaração de Independência. Read também assinou mais tarde o Constituição dos Estados Unidos.

## História

### Primeiros anos: Newark Academy
A Universidade de Delaware remonta a 1743, quando o ministro presbiteriano Francis Alison abriu uma "Escola Livre" em sua casa em New London, Pensilvânia. Durante seus primeiros anos, a escola funcionou sob os auspícios do Sínodo da Igreja Presbiteriana de Filadélfia. A escola mudou de nome e localização várias vezes. Mudou-se para Newark em 1765 e recebeu autorização do governo colonial da Pensilvânia como Academia de Newark em 1769. Em 1781, os curadores da academia solicitaram à Assembleia Geral de Delaware que concedesse à academia os poderes de um colégio, mas nenhuma ação foi tomada em relação a esse pedido.

### Transformação para Delaware College
Em 1818, a legislatura de Delaware autorizou os curadores da Newark Academy a operar uma loteria a fim de arrecadar fundos para estabelecer uma faculdade. O início da loteria, entretanto, foi adiado até 1825, em grande parte porque alguns curadores, vários dos quais eram ministros presbiterianos, se opuseram ao envolvimento com a loteria por motivos morais.
O Newark College iniciou suas operações em 8 de Maio de 1834, com um departamento colegiado e um Departamento Acadêmico, ambos alojados no Old College. Em janeiro de 1835, a legislatura de Delaware aprovou legislação especificamente autorizando os administradores da Academia de Newark a suspender as operações e permitir que as responsabilidades educacionais da academia a ser realizada pelo Departamento Acadêmico do Newark College. Se, no entanto, o Colégio deixou de ter um Departamento Acadêmico, os administradores da Academia foram obrigados a reviver a Academia.
Em 1841 e 1842, foram construídos prédios separados de salas de aula e dormitórios para ensinar e abrigar os alunos do departamento acadêmico. Esses edifícios formariam mais tarde as alas leste e oeste do Newark Academy Building, localizado nas ruas Main e Academy.
Em 1843, o nome da faculdade foi mudado para Delaware College.
A faculdade foi mantida por uma loteria autorizada pelo estado até 1845. No final da década de 1840, com a perda dos lucros da loteria, a faculdade enfrentou sérios problemas financeiros. Um programa de bolsas de estudos foi adotado para aumentar as matrículas e as receitas. Embora as matrículas tenham aumentado a níveis que não seriam superados até 1900 (havia 118 estudantes universitários em 1854), o plano era fiscalmente instável e a condição financeira da escola piorou ainda mais. Depois que uma briga estudantil em 1858 resultou na morte de um aluno, o colégio suspendeu as operações em 1859, embora a academia continuasse a funcionar.

### Colégio de Concessão de terras (Land-Grant)
A Guerra Civil atrasou a reabertura do colégio. Em 1867, os curadores da faculdade pressionaram a legislatura de Delaware para que o Delaware College fosse designado como o colégio de concessão de terras de Delaware de acordo com as Leis de Concessão de Terras Morrill. Apresentado pelo congressista Justin S. Morrill de Vermont em 1857 e sancionado pelo presidente Abraham Lincoln em 1862, o Morrill Land-Grant College Act concedeu terras públicas a cada estado para estabelecer escolas para ensinar agricultura e engenharia. Em 12 de janeiro de 1869, o Conselho de Curadores do Delaware College assinou um acordo para se tornar a instituição estadual de concessão de terras. Em troca, o estado recebia metade da participação na propriedade do colégio e autoridade para nomear metade dos membros do conselho de curadores. A Lei Morrill Land-Grant College concedeu a Delaware o título de 90.000 acres em Montana, que vendeu e investiu os lucros em títulos usados para financiar a faculdade.
O novo status do Delaware College como um colégio semipúblico levou ao término de sua conexão oficial com a academia privada. Em 1869, a Newark Academy foi revivida como uma instituição separada operando sob a carta de 1769.
Em 1870, o Delaware College foi reaberto. Ofereceu cursos clássicos, científicos e, conforme exigido por seu status de concessão de terras, cursos agrícolas de estudo. Em um esforço para aumentar a matrícula, as mulheres foram admitidas na faculdade entre 1872 e 1885.
Em 1887, o Congresso aprovou a Lei Hatch, que forneceu ao Delaware College fundos para estabelecer uma estação experimental agrícola. Em 1890, a faculdade comprou nove acres de terra para uma fazenda experimental localizada ao lado de seu campus. Em 1890, a faculdade recebeu mais ajuda federal quando o New Morrill Act foi aprovado. Ele previa pagamentos anuais para apoiar faculdades de concessão de terras. De acordo com a lei, o Estado de Delaware recebia inicialmente $ 15.000 por ano, que deveria ser aumentado em $ 1.000 por ano até chegar a $ 25.000. O Delaware College recebeu 80% desse dinheiro (não recebeu tudo porque a lei determinava que, nos estados em que as faculdades com concessão de terras não admitiam alunos negros, uma quantia equitativa do dinheiro concedido deveria ser usada para educar os alunos excluídos). O Delaware College nunca admitiu estudantes negros (embora tenha admitido estudantes nativos americanos e asiáticos) e, como resultado, o estado de Delaware estabeleceu o Delaware State College perto de Dover para esses estudantes, inaugurado em 1892. Em 1891 e 1893, o Delaware College recebeu verbas do Estado de Delaware para a construção de novos edifícios. Um novo prédio construído com esse dinheiro foi o Recitation Hall.
Como resultado desse financiamento adicional, o Delaware College foi revigorado. Novos edifícios, instalações melhoradas e professores adicionais ajudaram a faculdade a atrair mais alunos. A vida estudantil também se tornou mais ativa durante esse período. Em 1889 foi disputado o primeiro jogo de futebol envolvendo um time que representava o colégio. Também em 1889, o colégio adotou o azul e o dourado como cores da escola.
Não foi até 1914, porém, que o Colégio Feminino foi inaugurado em um campus adjacente, oferecendo diplomas femininos em Economia Doméstica, Educação e Artes e Ciências. Arcos de tijolos no Memorial Hall separavam os campi masculino e feminino e deram origem à lenda dos Arcos do Beijo (onde os alunos davam um beijo de boa noite antes de retornar aos seus respectivos dormitórios).
Em 1921, o Delaware College foi renomeado como University of Delaware e tornou-se oficialmente uma instituição mista em 1945, quando se fundiu com o Women's College of Delaware.
A universidade cresceu rapidamente durante a segunda metade do século XX. Após a Segunda Guerra Mundial, as matrículas na UD dispararam, graças ao GI Bill. No final da década de 1940, quase dois terços dos alunos eram veteranos. Desde a década de 1950, a UD quadruplicou suas matrículas e expandiu muito seu corpo docente, seus programas acadêmicos e seu empreendimento de pesquisa.
Em 2010-2011, a universidade realizou um estudo de viabilidade em apoio aos planos para adicionar uma faculdade de direito focada em direito societário e de patentes. Na sua conclusão, o estudo sugeriu que a adição planejada não estava dentro da capacidade de financiamento da universidade devido ao clima econômico do país na época. As despesas de capital foram projetadas em $100 milhões, e o déficit operacional nos primeiros dez anos seria de $165 milhões. O estudo assumiu uma turma inicial de duzentos alunos que ingressaram no outono de 2015. A Widener University possui a única faculdade de direito de Delaware.

### Campus de Ciência, Tecnologia e Pesquisa Avançada (STAR)
Em 23 de outubro de 2009, a Universidade de Delaware assinou um acordo com a Chrysler para comprar uma fábrica de montagem de veículos fechada adjacente à universidade por $ 24,25 milhões como parte do plano de reestruturação de falência da Chrysler. A universidade desenvolveu a área 1.10 km2 (272 acres) no Campus de Ciência, Tecnologia e Pesquisa Avançada (STAR). O local é a nova sede da Faculdade de Ciências da Saúde da UD, que inclui laboratórios de ensino e pesquisa e diversas clínicas de saúde pública. O STAR Campus também inclui instalações de pesquisa para a tecnologia de veículo para rede da UD, bem como o Delaware Technology Park, SevOne, CareNow, Independent Prosthetics and Orthotics e a sede da Bloom Energy na Costa Leste. Em 2020, a UD abriu o Centro de Inovação Biofarmacêutica Ammon Pinozzotto, que se tornou a nova sede do Instituto Nacional de Inovação em Fabricação de Biofarmacêuticos, liderado pela UD. Além disso, a Chemours abriu recentemente sua instalação global de pesquisa e desenvolvimento, conhecida como Discovery Hub, no STAR Campus em 2020. O novo Newark Regional Transportation Center no STAR Campus atenderá passageiros da Amtrak e trens regionais.

### Admissões

#### Estudante universitário
O corpo estudantil da Universidade de Delaware é principalmente uma população de graduação. O ranking anual de 2022 do US News & World Report classifica a Universidade de Delaware como "mais seletiva". Para a Classe de 2025 (matriculada no outono de 2021), Delaware recebeu 33.965 inscrições e aceitou 24.679 (72,7%). Dos aceitos, 4.617 se matricularam, uma taxa de rendimento (percentual de alunos aceitos que optam por frequentar a universidade) de 18,7%.  A taxa de retenção de calouros em Delaware é de 91,5%, com 83,6% se formando em seis anos.
Dos 60% da nova turma de calouros que enviaram notas do SAT; as pontuações intermediárias de 50 por cento compostas foram 1170-1350.  Dos 11% de calouros matriculados em 2021 que enviaram notas do ACT; a pontuação composta média de 50 por cento estava entre 26 e 31.  No ano letivo de 2020–2021, 2 alunos calouros foram National Merit Scholars.

### Acadêmicos
A universidade oferece mais de 150 programas de graduação e, devido ao número de opções acadêmicas, muitos alunos concluem diplomas duplos, bem como graduações (majors) e especialização (minors) duplos. Os alunos da UD têm acesso a oportunidades de trabalho e estágio, programas de estudo no exterior em todo o mundo, programas de pesquisa e aprendizado de serviço.
A universidade está organizada em nove faculdades:
- Faculdade de Negócios e Economia Alfred Lerner
- Faculdade de Agricultura e Recursos Naturais
- Faculdade de Artes e Ciências
- Faculdade de Terra, Oceano e Meio Ambiente
- Faculdade de Educação e Desenvolvimento Humano
- Faculdade de Engenharia
- Faculdade de Ciências da Saúde
- Faculdade de pós-graduação
- Faculdade de Honras

Há também cinco escolas:
- Joseph R. Biden, Jr. Escola de Políticas Públicas e Administração[20]
- Escola de Educação (parte da Faculdade de Educação e Desenvolvimento Humano)
- School of Marine Science and Policy (parte do College of Earth, Ocean and Environment)
- Escola de Enfermagem (parte da Faculdade de Ciências da Saúde)
- Escola de Música (parte da Faculdade de Artes e Ciências)

### Faculdade de Negócios e Economia Alfred Lerner

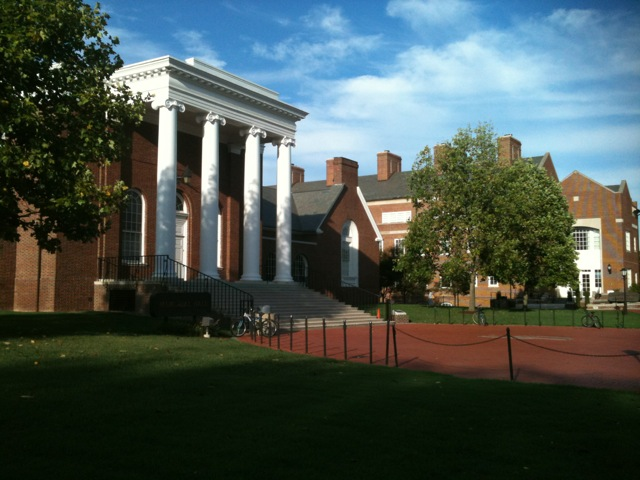
Memorial Hall, Casa do Departamento de Inglês da UD

A Faculdade de Negócios e Economia, oferece programas de bacharelado, mestrado e doutorado em sete departamentos: contabilidade e MIS, administração de empresas, economia, finanças, gestão de negócios de hospitalidade, gestão esportiva e empresarial.
Como a segunda maior das oito faculdades da UD, Lerner inclui 3.368 alunos de graduação, 872 alunos de pós-graduação, 209 professores e funcionários (estatísticas de 2019)  e mais de 34.000 ex-alunos em todo o mundo. Lerner é a única escola de negócios de Delaware com credenciamento AACSB duplo em negócios (1966) e contabilidade (1984).
Lerner mantém seu próprio centro de serviços de carreira e departamento de aconselhamento de graduação e abriga dois centros de pesquisa, o Centro de Educação Econômica e Empreendedorismo (CEEE) e o Instituto de Análise de Serviços Financeiros (IFSA). Suas instalações de aprendizado experiencial incluem o Geltzeiler Trading Center, o restaurante Vita Nova e o Courtyard Newark na Universidade de Delaware, de propriedade da UD e administrado pela Shaner Hotels.
A faculdade tornou-se a Alfred Lerner College of Business and Economics em 2002. Recebeu o nome do presidente e CEO da MBNA, Alfred Lerner, que foi um dos líderes empresariais e filantropos de sucesso da América, especialmente em seu apoio a causas educacionais.
No outono de 2014, a Universidade de Delaware criou um Ph.D. em Análise de Serviços Financeiros (FSAN). O Ph.D. em FSAN é um programa interdisciplinar oferecido pelo Alfred Lerner College of Business and Economics e pelo College of Engineering da University of Delaware, e foi financiado em parte por uma bolsa do JPMorgan Chase. O programa é o primeiro de seu tipo.
A Escola de Negócios e Economia foi criada em 1963 e foi formalmente fundada como Faculdade de Negócios e Economia em 1965.
O primeiro programa de MBA na UD começou em 1952. Em 1917, a Universidade de Delaware estabeleceu o primeiro curso de graduação em administração de empresas.

### Faculdade de Agricultura
A Faculdade de Agricultura e Recursos Naturais oferece programas de bacharelado, mestrado e doutorado em quatro departamentos: ciências animais e alimentares, entomologia e ecologia da vida selvagem, ciências vegetais e do solo e economia e estatística aplicadas. No outono de 2019, a Faculdade de Agricultura e Recursos Naturais tinha 81 professores, 892 alunos de graduação e 212 alunos de pós-graduação.
Uma das poucas faculdades do país com uma fazenda no campus, a Faculdade de Agricultura e Recursos Naturais inclui uma sala de aula ao ar livre de 350 acres em Newark, que inclui uma fazenda de gado leiteiro, estábulos para equinos, laboratórios de estatística e economia experimental, jardins botânicos, estufas, bosques ecológicos, um apiário, terras agrícolas, florestas, pastagens, pântanos e uma fábrica de laticínios.

### Faculdade de Artes e Ciências
través da Faculdade de Artes e Ciências da Universidade de Delaware, os alunos podem escolher entre uma variedade de concentrações. Eles podem escolher programas em artes visuais e cênicas, ciências sociais, ciências naturais e muito mais. A Faculdade de Artes e Ciências tem 23 departamentos acadêmicos. É a maior das faculdades da UD, com 6.358 alunos de graduação, 1.132 alunos de pós-graduação e mais de 600 professores, no outono de 2019.

### Faculdade de Terra, Oceano e Meio Ambiente
O Colégio da Terra, Oceano e Ambiente (CEOE) é constituído pelo Departamento de Geografia e Ciências Espaciais, pelo Departamento de Ciências da Terra e pela Escola de Ciências e Políticas do Mar. Existem quatro programas na Escola de Ciências e Políticas Marinhas: Biociências Marinhas, Oceanografia, Ciência e Engenharia Física do Oceano e Política Marinha. A faculdade oferece mais de nove cursos de graduação, 17 pós-graduação e dois certificados profissionais. As matrículas no outono de 2019 incluíram 397 alunos de graduação e 183 alunos de pós-graduação.
Os graduados em ciências da UD têm a oportunidade de se inscrever no Programa de Residência Semestre da CEOE, no qual os alunos moram e trabalham no campus de Lewes, localizado na Baía de Delaware. O campus de Lewes possui muitas instalações avançadas de pesquisa marinha, incluindo o Global Visualization Lab e o Robotic Discovery Laboratories, ambos focados no uso de veículos de pesquisa autônomos para coleta de dados subaquáticos, da superfície e do ar. Lewes também abriga as operações marítimas da UD, que incluem o R/V Joanne Daiber para pesquisa na Baía de Delaware e o R/V Hugh R. Sharp, um navio de pesquisa costeira de última geração de 146 pés que opera como membro da universidade-National Oceanographic Laboratory System (UNOLS). Os alunos trabalham em um projeto de pesquisa orientado por um membro do corpo docente, além de fazer "aulas introdutórias de pós-graduação". Além disso, qualquer aluno nos Estados Unidos que esteja matriculado em um programa de bacharelado pode se inscrever no programa de Experiências de Pesquisa para Graduados (REU) da faculdade.

### Faculdade de Educação e Desenvolvimento Humano

#### Faculdade de Engenharia
O US News & World Report classificou o programa de pós-graduação em engenharia da Universidade de Delaware como nº 47 para 2022 e o programa de graduação como nº 53 para 2021. O US News & World Report classificou o programa de graduação em engenharia química em 7º lugar no país em 2021 e os programas de pós-graduação em engenharia química em 8º lugar no país em 2022.
A Faculdade de Engenharia abriga sete departamentos acadêmicos que oferecem programas de bacharelado, mestrado e doutorado. As áreas de foco de pesquisa incluem manufatura e materiais avançados, engenharia costeira e ambiental, biomecânica translacional, terapias de engenharia e bolsa de estudos em engenharia. Os cursos de graduação são oferecidos em engenharia biomédica, engenharia química, engenharia civil, engenharia da computação, ciência da computação, engenharia e gerenciamento de construção, engenharia elétrica, engenharia ambiental, sistemas de informação, ciência e engenharia de materiais e engenharia mecânica. No outono de 2019, a Faculdade de Engenharia tinha 177 professores em período integral, 2.492 alunos de graduação e 927 alunos de pós-graduação.

### Faculdade de Ciências da Saúde
A Faculdade de Ciências da Saúde (CHS) abriga sete departamentos acadêmicos, incluindo a recém-criada Epidemiologia. A Faculdade de Ciências da Saúde oferece programas de bacharelado, mestrado e doutorado que realizam pesquisas baseadas em evidências e as traduzem em cuidados centrados na pessoa. Os cursos de graduação são oferecidos em biologia molecular aplicada e biotecnologia, ciência do exercício, ciência comportamental da saúde, diagnóstico médico, ciência laboratorial médica, enfermagem, nutrição, nutrição e dietética, nutrição e ciências médicas e saúde esportiva. As faixas de assistente de pré-médico e terapia ocupacional também estão disponíveis. No outono de 2019, a Faculdade de Ciências da Saúde incluía 148 professores, 2.715 alunos de graduação e 504 alunos de pós-graduação. A faculdade inclui o único programa educacional do estado de Delaware para fonoaudiólogos, um espaço de inovação em design de saúde de última geração para dar vida à pesquisa e mudar a qualidade de vida da comunidade ao redor.
A faculdade está sediada no Campus de Ciência, Tecnologia e Pesquisa Avançada (STAR) da universidade. Localizado no local de uma antiga fábrica de montagem automotiva da Chrysler, os edifícios do College of Health Sciences incluem o Health Sciences Complex (inaugurado em dezembro de 2013) e a Tower at STAR (inaugurado em agosto de 2018). O Complexo de Ciências da Saúde inclui Corredor de Tradução; onde os laboratórios de pesquisa se traduzem em atendimento clínico do outro lado do corredor. A torre do STAR inclui uma cozinha de demonstração, parede viva, espaço de intervenção para exercícios para doenças crônicas, laboratório de inovação em design de saúde, espaço de simulação interprofissional e um apartamento de simulação onde a prevenção e o bem-estar são o foco para o futuro da prestação de cuidados de saúde. Os planos para o STAR Campus incluem a expansão da pesquisa universitária e a pesquisa compartilhada em colaboração com o Instituto Nacional de Inovação em Fabricação de Produtos Biofarmacêuticos (NIIMBL) e a empresa química Chemours.
A faculdade também abriga a UD Health, que inclui três clínicas públicas com foco em fisioterapia, cuidados primários gerenciados por enfermeiras e fonoaudiologia. Os serviços adicionais incluem treinamento em saúde, aconselhamento nutricional e teste/aconselhamento de exercícios. O recrutamento também está em andamento para muitos estudos de pesquisa.

### Faculdade de pós-graduação
Em 1º de julho de 2019, a Universidade de Delaware fez a transição do antigo Escritório de Pós-Graduação e Educação Profissional para a oitava faculdade da instituição.
Os primeiros programas de doutoramento da UD — em engenharia química e química — foram aprovados em 1946. A universidade concedeu seu primeiro doutorado - em engenharia química - em 1948. Atualmente, mais de 3.600 alunos de pós-graduação estão matriculados na UD. A universidade oferece mais de 200 programas de pós-graduação e graduação profissional - muitos classificados pelo Conselho Nacional de Pesquisa como os melhores em suas áreas.
Enquanto a maioria dos cursos de pós-graduação estão alojados nas outras sete faculdades, o Colégio de Graduação atua como um órgão de coordenação, fornecendo supervisão administrativa para recrutamento de estudantes de pós-graduação, serviços de vida estudantil, programação de desenvolvimento profissional, programas interdisciplinares e marketing e pesquisa de mercado.

## Divisões e institutos

### Instituto de Conversão de Energia
O Instituto de Conversão de Energia (IEC) da Universidade de Delaware é o mais antigo instituto de pesquisa de energia solar do mundo. Foi estabelecido por Karl Boer em 1972 para ser pioneiro na pesquisa de células solares de filme fino e hoje é um dos únicos laboratórios do mundo com experiência em células solares baseadas em Si, CdTe e CuInSe2. Isso incluiu o desenvolvimento de uma das primeiras casas movidas a energia solar, uma estrutura ainda utilizada pelo serviço de ambulância administrado por estudantes da universidade, a Unidade de Atendimento de Emergência da Universidade de Delaware. Recentemente, o IEC foi o destinatário número um da Iniciativa DOE Sunshot e recebeu 5 bolsas totalizando $ 9,1 milhões para pesquisar células solares de próxima geração para reduzir o custo de células solares em 75% até o final da década.

### Centro de Pesquisa de Desastres
O Centro de Pesquisa de Desastres , ou DRC (Disaster Research Center), foi o primeiro centro de pesquisa em ciências sociais do mundo dedicado ao estudo de desastres. Foi estabelecido na Universidade Estadual de Ohio em 1963 e mudou-se para a University of Delaware em 1985. O centro conduz pesquisas de campo e pesquisas sobre preparação de grupo, organização e comunidade para, resposta e recuperação de desastres naturais e tecnológicos e outras crises em toda a comunidade. Os pesquisadores da RDC realizaram estudos sistemáticos sobre uma ampla gama de tipos de desastres, incluindo furacões, inundações, terremotos, tornados, incidentes químicos perigosos e acidentes de avião. A RDC também fez pesquisas sobre distúrbios civis e motins, incluindo a agitação de 1992 em Los Angeles. A equipe realizou cerca de 700 estudos de campo desde o início do centro, viajando para comunidades nos Estados Unidos e internacionalmente, incluindo México, Canadá, Japão, Itália e Turquia. Os principais membros do corpo docente são do Departamento de Sociologia e Justiça Criminal, do Departamento de Engenharia Civil e Ambiental e da Escola de Políticas Públicas e Administração. A equipe também inclui bolsistas de pós-doutorado, estudantes de pós-graduação, graduandos e pessoal de apoio à pesquisa.

### Instituto de Biotecnologia de Delaware
O Instituto de Biotecnologia , ou DBI (Delaware Biotechnology Institute), foi organizado como uma unidade acadêmica da Universidade de Delaware em 1999 e se mudou para instalações de pesquisa dedicadas em 2001. A DBI apoia uma parceria estadual de ensino superior, indústria, medicina e comunidades governamentais comprometidas com a descoberta e aplicação de conhecimento interdisciplinar em biotecnologia e ciências da vida. Com cerca de 180 pessoas residentes nas instalações do DBI, incluindo 20 a 25 membros do corpo docente representando 12 departamentos, 140 alunos de graduação e pós-graduação e 20 funcionários profissionais, o DBI enfatiza uma abordagem multidisciplinar à pesquisa em ciências da vida. As principais áreas de pesquisa perseguidas pelo corpo docente afiliado ao DBI incluem agricultura, saúde humana, genômica ambiental marinha, biomateriais e biologia computacional /bioinformática. A pesquisa nessas e em outras áreas é feita em colaboração com professores da Delaware State University, Delaware Technical and Community College, Wesley College, Christiana Hospital e Nemours Hospital for Children. Um dos principais objetivos do instituto é fornecer equipamentos de pesquisa de última geração para facilitar a pesquisa em ciências da vida e seis centros de instrumentação principais e instalações especializadas, cada um sob a direção de um pesquisador ou administrador experiente, com suporte no DBI e disponibilizados a pesquisadores universitários.

### Instituto Ambiental de Delaware
O Instituto Ambiental  (DENIN) foi lançado em 23 de outubro de 2009. O DENIN é encarregado de conduzir pesquisas e promover e coordenar parcerias de conhecimento que integram ciência, engenharia e política ambiental.

### Instituto de Energia da Universidade de Delaware
O Instituto de Energia (UDEI) foi inaugurado em 19 de setembro de 2008. A UDEI foi selecionada para receber uma doação de US$ 3 milhões por ano para pesquisas solares avançadas.

### Centro John L. Weinberg para Governança Corporativa
O John L. Weinberg Center for Corporate Governance foi estabelecido em 2000 na Faculdade de Negócios e Economia. Seu objetivo é propor mudanças na estrutura e na gestão empresarial por meio da educação e da interação. O Centro oferece um fórum para os interessados em questões de governança corporativa.

### Instituto Joseph R. Biden, Jr.
Em fevereiro de 2017, a Escola de Políticas Públicas e Administração anunciou a criação do Joseph R. Biden, Jr. Institute (Biden Institute), em homenagem ao ex-aluno Joe Biden, 46º e atual presidente dos Estados Unidos, que na terminou recentemente seu mandato como 47º vice-presidente.

## Administração
Em 2015, o Conselho de Curadores da UD elegeu Dennis Assanis como o 28º presidente da Universidade de Delaware; assumiu o cargo em junho de 2016. Ele sucedeu Nancy Targett, ex-reitora do Faculdade de Terra, Oceano e Meio Ambiente da universidade, que atuou como presidente interino em 2015–16. Ela foi nomeada 27ª presidente da universidade perto do final de seu serviço; ela foi a primeira mulher presidente da instituição. Targett serviu após a saída do presidente Patrick Harker em 2015 para servir como presidente do Federal Reserve Bank da Filadélfia.

### Financiamento
A universidade recebe financiamento de várias fontes como consequência de suas origens históricas. Entre essas fontes está o orçamento do Estado de Delaware. No ano fiscal de 2018, a dotação operacional do estado foi de 12% da receita operacional da universidade. Mensalidades e taxas (líquidas de bolsas de estudos e bolsas) representam 43% do orçamento operacional da universidade.
A campanha de arrecadação de fundos e engajamento do Delaware First é a maior campanha filantrópica da história da UD. Lançada em novembro de 2017, a campanha ultrapassou a meta de US$ 750 milhões antes do previsto e ampliou a meta para US$ 1 bilhão em outubro de 2021. Em dezembro de 2022, a campanha arrecadou $ 985 milhões com uma data de encerramento da campanha prevista para 30 de junho de 2023.

### Estudar no exterior
A University of Delaware foi a primeira universidade americana a iniciar um programa de estudos no exterior, que mais tarde foi adotado por muitas outras instituições. O programa começou quando o professor Raymond Watson Kirkbride levou um grupo de oito alunos para Paris, França, durante o semestre de outono de 1923. Desde esta viagem inicial, a Universidade de Delaware expandiu seu programa de estudos no exterior, que agora abrange mais de 40 países. Cerca de um terço dos alunos de graduação da UD aproveitam as experiências de estudo no exterior antes de concluir o bacharelado.
O programa de estudo no exterior de Delaware oferece muitas opções para os alunos. Os alunos de graduação têm a opção de estudar no exterior por um período de inverno ou verão de cinco semanas, ou um semestre inteiro.

### COVID-19
A universidade fechou os refeitórios para alimentação pessoal depois de ver um aumento nos casos de COVID-19 em fevereiro de 2021, na tentativa de reduzir os números, que saltaram de 72 casos para 87 em um dia. Os alunos alegaram que outros alunos eram os culpados por desrespeitar as regras e sair e se agrupar sem máscara. Desconsideração semelhante foi observada em outubro de 2020, quando 19 estudantes atletas foram suspensos de todas as atividades relacionadas ao atletismo depois de participarem de uma grande festa fora do campus. Em agosto de 2021, a escola emitiu um mandato universal de máscara para todos os que estão no campus enquanto estiverem dentro, exceto quando um aluno estiver presente em sua própria residência ou comunidade e enquanto estiver comendo e bebendo em um refeitório. A universidade anunciou anteriormente em maio de 2021 que a vacina COVID-19 era exigida para todos os alunos até agosto de 2021, com os funcionários da UD podendo optar por fazer o teste semanalmente. Em agosto de 2022, a escola emitiu um mandato de máscara em todas as salas de aula, laboratórios de pesquisa e todos os transportes da UD nas duas primeiras semanas do semestre.

## Controvérsias

### Violência no campus
Em outubro de 2021, um aluno do segundo ano foi acusado de agredir uma aluna em um apartamento fora do campus, supostamente por tê-la mantido em cativeiro por cerca de quatro horas depois de sufocá-la até deixá-la inconsciente e ameaçar matá-la. Embora ele tenha sido posteriormente preso por agressão, sequestro e outras acusações e suspenso da universidade e barrado de seu campus, muitos estudantes protestaram contra a percepção de inação da universidade, que levou cinco dias para emitir uma declaração sobre o incidente. A falta de resposta oportuna da universidade também foi destacada por um estudante em 2019 que protestou depois que o processo do Título IX foi estendido para 100 dias em vez dos 60 dias obrigatórios.

### Orientação
No outono de 2007, a universidade implementou um novo programa de educação em residência que foi criticado por forçar os alunos a polarizar as discussões. O programa foi abandonado em novembro do mesmo ano.

### Usina elétrica
A universidade concordou em arrendar 43 acres no campus STAR para The Data Centers (TDC) para a construção do data center. O plano do data center incluía uma usina elétrica a gás natural de ciclo térmico combinado capaz de gerar 248 megawatts de energia. A TDC alegou que a usina era crítica para garantir um fornecimento ininterrupto de energia elétrica para a instalação, o que é crítico para a integridade dos dados. O plano de negócios da TDC também exigia a venda do excesso de eletricidade. Partes da comunidade de Newark questionaram o plano de negócios, alegando que a usina não é uma parte auxiliar do data center, mas um uso industrial separado, o que violaria o zoneamento do campus STAR.
Em 28 de abril de 2014, o Conselho de Ajuste da cidade de Newark manteve sua decisão de 19 de abril de 2014 de que a usina é um acessório do data center e que nenhum rezoneamento foi necessário. A decisão é atualmente em recurso. A Força-Tarefa de Sustentabilidade da Universidade de Delaware enviou uma carta aberta ao presidente Harker citando preocupações de que o projeto viole o plano estratégico da universidade e o Plano de Ação Climática. Em 4 de maio de 2014, o Senado da Faculdade da Universidade votou 43 a 0 (com 8 abstenções) para recomendar à administração que não permitisse a construção do Data Center no campus STAR da UD se o Data Center incluísse qualquer usina de queima de combustível fóssil.. Em 10 de julho de 2014, a universidade anunciou que estava rescindindo o contrato de locação do projeto.

## Ex-alunos e professores notáveis
Ex-alunos notáveis da Universidade de Delaware incluem:
- 46º presidente dos Estados Unidos
- 47º vice-presidente dos Estados Unidos e o ex-senador dos EUA Joe Biden (B.A 1965);
- Primeira-dama dos Estados Unidos Jill Biden (B.A 1976);
- Ex-governador de Nova Jersey Chris Christie (B.A 1984);
- gerente de campanha David Plouffe (B.A 2010);
- Vice-chanceleres do Delaware Court of Chancery Sam Glasscock III (B.A History 1979, MMP Marine Policy 1989) e Paul A. Fioravanti, Jr. (B.A Political Science);[57]
- O microbiologista ganhador do Prêmio Nobel Daniel Nathans (B.S 1950);
- O químico orgânico Richard F. Heck, vencedor do Prêmio Nobel; Diretor da Divisão de Pesquisa da NASA Henry C Brinton (B.S Physics, 1957);
- Ministra dos Negócios Estrangeiros e Cooperação do Ruanda, Louise Mushikiwabo (M.A 1988);[58]
- Ex-presidente da Emory University James W. Wagner (B.A 1975);[59]
- Ex-técnico do Chicago Bears, Matt Nagy; Joe Flacco, MVP do Super Bowl XLVII;
- Rich Gannon, MVP da NFL em 2002 (B.A 1987);
- O gerente de campanha de John McCain em 2008, Steve Schmidt (B.A 1993).[60]